# KTP-Basket
Kotkan Työväen Palloilijat Basket of kortweg KTP-Basket is een Finse basketbalclub uit Kotka, opgericht in 1927. De club is recordhouder met meest aantal seizoenen in de Finse eerste klasse en werd zes keer landskampioen.

## Geschiedenis
KTP-Basket kwam voort uit de omnisportvereniging Kotkan Työväen Palloilijat, dat ook bekend is van zijn voetbalafdeling. De club speelde vanaf de jaren vijftig in de Finse eerste klasse (behalve in 1978/79) en slaagde erin zes keer landskampioen te worden en won negen keer de Finse landsbeker.

## Erelijst
- Fins landskampioen: 1958, 1967, 1988, 1991, 1993, 1994
  - Tweede: 1960, 1961, 1985, 1986, 1987, 1990, 2013
  - Derde: 1957, 1959, 1964, 1966, 1970, 1976, 1982, 1984, 2004, 2011, 2015, 2019
- Finse basketbalbeker: 1978, 1983, 1984, 1985, 1987, 1990, 1993, 2003, 2004

## Teruggetrokken nummers
| Jaar | Speler/coach    | Nummer | Jaren                                                                 | Ref   |
| ---- | --------------- | ------ | --------------------------------------------------------------------- | ----- |
| 2012 | Larry Pounds    | 14     | 1976-1977, 1978-1979, 1982-1994 (speler) 1994-1995, 2007-2008 (coach) | [ 1 ] |
| 2012 | Erkki Hiltunen  | Coach  | ?-1966, 1969-1971, 1974-1977                                          | [ 2 ] |
| 2015 | Pertti Marttila | 12     | 1976-1996, 1999-2000                                                  | [ 3 ] |

## Coach
| Jaar      | Coach            |
| --------- | ---------------- |
| ?-1966    | Erkki Hiltunen   |
| 1966-1969 | Toni Bärlund     |
| 1969-1971 | Erkki Hiltunen   |
| 1971-1972 | Veikko Miettinen |
| 1972-1973 | Mika Arola       |
| 1973-1974 | Jukka Hurme      |
| 1974-1977 | Erkki Hiltunen   |
| 1977-1978 | Mika Arola       |
| 1978-1983 | Risto Piipari    |
| 1983-1984 | Jorma Bruce      |
| 1984-1985 | Risto Piipari    |
| 1985-1991 | Kari Liimo       |
| 1991-1992 | Risto Piipari    |
| 1992-1994 | Kari Liimo       |
| 1994-1995 | Larry Pounds     |
| 1995-1996 | Jorma Bruce      |
| 1996-1998 | Kari Liimo       |
| 1998      | Boris Livanov    |
| 1998-2000 | Mauri Laiho      |
| 2000      | Risto Piipari    |
| 2000-2005 | Eero Saarinen    |
| 2005      | Jouni Grönroos   |
| 2005-2006 | Kari Liimo       |
| 2006-2007 | Ray Ailus        |
| 2007-2008 | Larry Pounds     |
| 2008-2009 | Miikka Sopanen   |
| 2009      | Roope Mäkelä     |
| 2009-2011 | Ray Ailus        |
| 2011-2014 | Sami Toiviainen  |
| 2014-2016 | Anton Mirolybov  |
| 2016-2018 | Ray Ailus        |
| 2018-2021 | Tomi Kaminen     |
| 2021      | Jyri Lehtonen    |
| 2021-2024 | Roope Mäkelä     |
| 2024      | Michael Pounds   |
| 2024-     | Darko Mihajlovic |

## Bekende (oud-)spelers
- Tyrell Nelson
- LaMarcus Reed
- Marcus Faison